# Landwirtschaftlicher Informationsdienst

Logo des LID

Der Landwirtschaftliche Informationsdienst (LID) ist die Kommunikationsstelle der schweizerischen landwirtschaftlichen Organisationen. Er wurde 1937 u. a. vom Schweizerischen Bauernverband (heute: Schweizer Bauernverband) gegründet.

## Geschichte
Bevor der LID 1940 zum Pressedienst wurde, gab er mit dem Bauernblatt für die Schweizerstadt ein eigenes Publikationsorgan heraus. Der erste Präsident des LID war von 1937 bis 1967 Oskar Howald. Ihm folgte Ernst Jaggi, der den LID von 1968 bis 1985 präsidierte. Heute sind dem LID über 90 Organisationen angeschlossen, darunter Fenaco, Proviande, Bio Suisse, IP-Suisse, Schweizer Zucker und OGG Oekonomische Gemeinnützige Gesellschaft Bern.
Während zunächst insbesondere die Medienarbeit im Fokus stand, baute der LID später weitere Bereiche auf. Mittlerweile unterhält der LID neben der Redaktion einen Schulbereich sowie einen Bereich, der sich um die Öffentlichkeitsarbeit der Schweizer Landwirtschaft kümmert. Der Schulbereich führt unter anderem die Geschäftsstelle von Schule auf dem Bauernhof. 
Der LID hat seinen Sitz in Bern.

## Präsidenten
- Oskar Howald (1937–1967)
- Ernst Jaggi (1968–1985)
- Fritz Hofmann (1986–1988)
- Max Tschannen (1988–1993)
- Samuel Lüthi (1994–2007)
- Albert Rösti (2007–2014)
- Kurt Nüesch (2014–2018)
- Stephan Hagenbuch (2018–)[1]

## Geschäftsführer
- Max Wagner (1940–1951)
- Rolf Häberli (1951–1986)
- Alois Senti (1986–1994)
- Othmar Kempf (1995–1998)
- Markus Rediger (1998–2023)[1]
- Michael Flückiger (2023–2024)[4]
- Jonas Ingold (2024–)[5]